# Causas da doença de Parkinson
A doença de Parkinson (DP) é uma doença neurodegenerativa complexa que progride com o passar do tempo. Entre as suas principais características estão: bradicinesia, tremor e rigidez. À medida que a doença progride, alguns pacientes podem apresentar instabilidade postural. A DP é causada principalmente pela degeneração dos neurônios dopaminérgicos na região denomenada de substância negra, em conjunto com outros grupos de células monoaminérgicas que compõe todo o tronco cerebral, aumento da ativação da microglia e agrupamento de corpos de Lewy e neuritos de Lewy, que são proteínas encontradas nos neurônios dopaminérgicos sobreviventes.
A etiologia de cerca de 80% dos casos de DP é desconhecida, com isso, eles são classificados como idiopáticos, enquanto os outros 20% são classificados como genéticos. As variações na mistura genética de genes específicos aumentam os riscos de desenvolver DP. Pesquisa também indicam que o risco de DP é aumentado por mutações genéticas que codificam a leucina-rica em repetição cinase 2 ( LRRK2 ), a desglicase, que está associada à doença de Parkinson ( PARK7 ), PRKN, PINK1 ou SNCA ( alfa-sinucleína ).
A exposição a pesticidas, metais, solventes e outras substâncias tóxicas estão sendo estudadas como um dos fatores no desenvolvimento da DP.

## Fatores genéticos

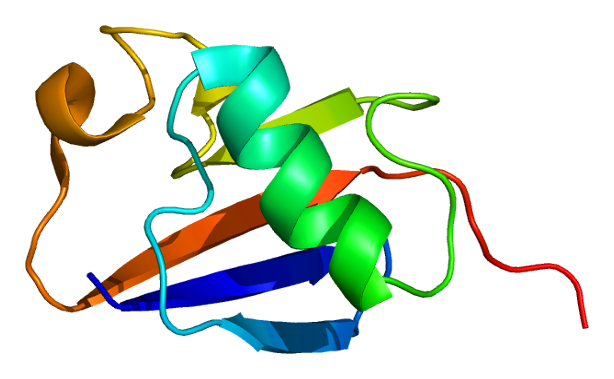
Renderização PDB de Parkin (ligase)

A doença de Parkinson é, tradicionalmente, atribuída à fatores não genéticos. Entretanto, cerca de 15% dos pacientes com DP têm um parente de primeiro grau que desenvolveu a doença. Sabe-se que pelo menos 5 a 15% dos casos acontecem por causa de uma uma mutação em um de vários genes específicos, transmitidos em um padrão autossômico dominante ou autossômico recessivo .
Estudos demostraram que mutações em genes específicos estão associados com o desenvolvimento da DP. Os genes que foram implicados na DP autossômica dominante incluem PARK1 e PARK4, PARK5, PARK8, PARK11 e GIGYF2 e PARK13 que codificam para alfa-sinucleína (SNCA), UCHL1, leucina-rica em repetição cinase 2 ( LRRK2 ou dardarina) (LRRK2 e Htra2 respectivamente. Genes como PARK2, PARK6, PARK7 e PARK9 que codificam para parkina (PRKN), PTEN-induzida putativa cinase 1 ( PINK1 ), DJ-1 e ATP13A2 respectivamente foram implicados no desenvolvimento de DP autossômica recessiva Também, mutações em genes incluindo os que codificam para SNCA, LRRK2 e glucocerebrosidase (GBA) foram considerados fatores de risco para DP aleatória. Na maioria dos casos, pessoas com essas mutações desenvolverão DP. Com exceção do LRRK2, no entanto, eles representam apenas uma pequena parte dos casos de DP. Os genes relacionados à DP mais amplamente estudados são SNCA e LRRK2.
Até o momento, no mínimo 11 mutações genéticas autossômicas dominantes e nove autossômicas recessivas foram associadas no desenvolvimento da DP. Os genes autossômicos dominantes incluem SNCA, PARK3, UCHL1, LRRK2, GIGYF2, HTRA2, EIF4G1, TMEM230, CHCHD2, RIC3 e VPS35 . Os genes autossômicos recessivos incluem PRKN, PINK1, DJ-1, ATP13A2, PLA2G6, FBXO7, DNAJC6, SYNJ1 e VPS13C . Alguns genes são ligados ao cromossomo X ou têm padrão de herança desconhecido; entre eles estão USP24, PARK12 e PARK16 . Sabe-se que uma deleção 22q11 está associada à DP. Uma forma autossômica dominante foi associada a mutações no gene LRP10 .

### Gene SNCA
O papel do gene SNCA é importante na DP porque a proteína alfa-sinucleína é o principal componente dos corpos de Lewy, que aparecem como um biomarcador primário na doença. Mutações desordenada do gene (nas quais um único nucleotídeo é alterado) e duplicações e triplicações do locus que o contém foram encontradas em diferentes grupos com DP familiar. O nível de expressão da alfa-sinucleína está correlacionado com o surgimento e a progressão da DP, com a triplicação do gene SNCA avançando mais cedo e mais rápido do que a duplicação. Mutações missense em SNCA são raras. Por outro lado, as multiplicações do locus SNCA são responsáveis por cerca de 2% dos casos familiares. Multiplicações foram encontradas em pessoas assintomáticas, o que indica que a penetrância é incompleta ou dependente da idade.

### Gene LRRK2
O gene LRRK2 (PARK8) codifica uma proteína chamada dardarina . O nome dardarin tem origem em uma palavra basca para tremor, porque esse gene foi identificado pela primeira vez em famílias da Inglaterra e do norte da Espanha. Um número significativo de casos de doença de Parkinson autossômica dominante está associado a mutações no gene LRRK2 As mutações no LRRK2 são a causa mais comum conhecida de DP familiar e esporádica, representando aproximadamente 5% dos indivíduos com histórico familiar da doença e 3% dos casos aleatórios. Existem muitas mutações diferentes descritas em LRRK2, no entanto, a prova inequívoca de causalidade só existe para um pequeno número. Mutações em PINK1, PRKN e DJ-1 podem causar disfunção mitocondrial, um elemento da DP idiopática e genética. De interesse relacionado são as mutações no gene da progranulina que foram encontradas como causadoras de degeneração corticobasal observada na demência. Podendo ser relevante em casos de DP associados à demência .

### Gene GBA
é bem conhecido que mutações no GBA causam a doença de Gaucher . Estudos de associação em todo o genoma, que procuram alelos mutados com baixa penetrância em casos esporádicos, já apresentaram diversos resultados positivos. A genética mendeliana não é estritamente observada em mutações GBA encontradas no parkinsonismo hereditário. A proposito, sugere-se que tanto as mutações de ganho de função como as de perda de função do GBA colaboram para o desenvolvimento do parkinsonismo através de efeitos como o aumento dos níveis de alfa-sinucleína. Em pacientes com DP, o OR para portar uma mutação GBA foi de 5,43 (IC 95% 3,89–7,57), confirmando que mutações neste gene são um fator de risco comum para a doença de Parkinson.

## Fatores ambientais
A exposição a pesticidas, metais, solventes e outros tóxicos tem sido estudada como um fator no desenvolvimento da doença de Parkinson. Nenhuma relação causal definitiva foi estabelecida ainda. Estudos recentes também revelam que indivíduos que sofrem ferimentos leves na cabeça (concussões) também apresentam um risco aumentado de adquirir a doença. Conforme discutido abaixo, exercícios e consumo de cafeína são conhecidos por ajudar a diminuir os riscos de aquisição.

### Pesticidas
Evidências de estudos epidemiológicos, em animais e in vitro mostraram que a exposição a pesticidas aumenta o risco de DP. Uma meta-análise apresentou uma taxa de risco de 1,6 para a exposição a um pesticida, sendo os herbicidas e os insecticidas estão entre os que apresentam maior risco.
A vida rural, o consumo de bebidas alcoólicas e a agricultura também foram associados ao desenvolvimento da doença de Parkinson, o que pode ser parcialmente explicado pela exposição a pesticidas. Esses fatores são característicos a muitas comunidades, uma delas sendo as populações do sul da Ásia . Os pesticidas organoclorados (que incluem o DDT ) têm recebido mais atenção, com vários estudos a relatar que a exposição a esses pesticidas está associada a uma duplicação do risco de desenvolver a DP.
O dissulfeto de carbono é um fator de risco e foi identificado em estudos de caso de trabalhadores industriais e induziu parkinsonismo em camundongos.   É usado principalmente na fabricação de rayon viscose, filme de celofane, borracha e tetracloreto de carbono.

### Metais
O chumbo, elemento químico que foi usado na gasolina até 1995 e na tinta até 1978, é conhecido por danificar o sistema nervoso de várias maneiras. Alguns estudos mostraram que pessoas com altos níveis de chumbo acumulado no corpo tinham o dobro do risco de apresentar a DP ao longo da vida. No entanto, estudos epidemiológicos que avaliaram a exposição ao chumbo encontraram poucas evidências de uma ligação com a doença de Parkinson. O ferro tem sido implicado na etiologia da doença de Parkinson, mas não há evidências robustas  de que a exposição ambiental a ele esteja associada à doença de Parkinson.

### Ferimentos na cabeça
Um estudo de 2012 sugere que os jogadores da Liga Nacional de Futebol têm três vezes mais probabilidades de morrer de doenças neurodegenerativas, incluindo as doenças de Alzheimer e Parkinson, do que a população geral dos EUA. Um estudo de 2018 descobriu um aumento de 56% no risco de doença de Parkinson entre veteranos militares dos EUA que sofreram lesão cerebral traumática .

### Exercício
Embora muitos fatores ambientais possam agravar a doença de Parkinson, o exercício é considerado um dos principais fatores de proteção para doenças neurodegenerativas, incluindo a doença de Parkinson. Os tipos de intervenções de exercícios que foram estudados podem ser categorizados como aeróbicos ou baseados em metas. Exercícios aeróbicos incluem atividades físicas que aumentam a frequência cardíaca. O exercício aeróbico é benéfico para o cérebro em geral por meio de mecanismos que promovem a neuroplasticidade ou a reconfiguração dos circuitos cerebrais. Exercícios baseados em metas são frequentemente desenvolvidos com a orientação de um fisioterapeuta para usar o movimento para melhorar o desempenho das tarefas motoras e aprimorar o aprendizado motor. Embora o exercício tenha demonstrado consistentemente ser benéfico, o benefício intervencionista ideal ainda está sendo pesquisado.

### Consumo de cafeína
Fumantes e não fumantes com diferentes taxas de consumo de cafeína foram monitorados quanto à sua suscetibilidade à DP. Os resultados indicam que uma maior ingestão de café/cafeína está associada a uma incidência significativamente menor de DP e que esse efeito parece ser independente do tabagismo.

### Fatores Dietéticos
Pesquisas recentes sugerem que a dieta pode influenciar o risco de desenvolver Parkinson. Um estudo de 2023 descobriu que a adesão a um padrão alimentar ocidental — caracterizado pelo alto consumo de carnes vermelhas e processadas, alimentos fritos, laticínios ricos em gordura e grãos refinados — está associada a um risco aumentado de Parkinson. Indivíduos com maior adesão a esse padrão alimentar tiveram chances significativamente maiores — aproximadamente sete vezes — de desenvolver a doença. Por outro lado, dietas ricas em frutas, vegetais, grãos integrais e proteínas magras têm sido associadas a um risco reduzido de Parkinson, potencialmente oferecendo benefícios protetores. Mais pesquisas são necessárias para estabelecer a causalidade e entender melhor os mecanismos subjacentes a essas associações.

## Fatores ambientais-genéticos

### Polimorfismo do gene CYP2D6 e exposição a pesticidas
O gene CYP2D6 é expresso principalmente no fígado e é responsável pela enzima citocromo P450 2D6. Um estudo mostrou que aqueles que tinham uma mutação deste gene e foram expostos a pesticidas tinham duas vezes mais probabilidade de desenvolver a doença de Parkinson; aqueles que tinham a mutação e não foram expostos a pesticidas não apresentaram um risco aumentado de desenvolver DP; os pesticidas só tiveram um "efeito modesto" para aqueles sem a mutação do gene.